# Ramón Malla Call
Ramon Malla Call (La Seu d'Urgell, 4 settembre 1922 – Lleida, 18 aprile 2014) è stato un vescovo cattolico spagnolo.

## Biografia
Ordinato sacerdote il 19 dicembre 1948 a Salamanca, il 24 luglio 1968 fu nominato vescovo di Lleida.
Dal 1969 al 1971 fu amministratore apostolico della diocesi di Urgell durante il periodo di sede vacante e assunse contestualmente le funzioni di coprincipe di Andorra.
Dal 19 dicembre 1999 fino alla morte è stato vescovo emerito di Lleida.

## Genealogia episcopale
La genealogia episcopale è:
- Cardinale Scipione Rebiba
- Cardinale Giulio Antonio Santori
- Cardinale Girolamo Bernerio, O.P.
- Arcivescovo Galeazzo Sanvitale
- Cardinale Ludovico Ludovisi
- Cardinale Luigi Caetani
- Cardinale Ulderico Carpegna
- Cardinale Paluzzo Paluzzi Altieri degli Albertoni
- Papa Benedetto XIII
- Papa Benedetto XIV
- Papa Clemente XIII
- Cardinale Marcantonio Colonna
- Cardinale Giacinto Sigismondo Gerdil, B.
- Cardinale Giulio Maria della Somaglia
- Cardinale Carlo Odescalchi, S.I.
- Cardinale Costantino Patrizi Naro
- Cardinale Lucido Maria Parocchi
- Papa Pio X
- Cardinale Gaetano De Lai
- Cardinale Raffaele Carlo Rossi, O.C.D.
- Cardinale Amleto Giovanni Cicognani
- Cardinale Luigi Dadaglio
- Vescovo Ramón Malla Call